# Ligue mondiale de volley-ball 1992
Navigation
Édition précédente Édition suivante
Ligue mondiale de volley-ball 1992

## Généralités
Cette édition de la Ligue mondiale a opposé douze équipes. L'Italie, vainqueur, a remporté le prix de $3 millions.

## Tour intercontinental

### Poule A
| Poule A    | Pts | Joués | Gagnés | Perdus | SP | SC |
| États-Unis | 22  | 12    | 10     | 2      | 33 | 14 |
| CEI        | 21  | 12    | 9      | 3      | 29 | 16 |
| Chine      | 15  | 12    | 3      | 9      | 17 | 31 |
| Japon      | 14  | 12    | 2      | 10     | 13 | 31 |

### Poule B
| Poule A   | Pts | Joués | Gagnés | Perdus | SP | SC |
| Cuba      | 21  | 12    | 9      | 3      | 32 | 16 |
| Pays-Bas  | 20  | 12    | 8      | 4      | 29 | 17 |
| Canada    | 18  | 12    | 6      | 6      | 22 | 24 |
| Allemagne | 13  | 12    | 1      | 11     | 9  | 35 |

### Poule C
| Poule A      | Pts | Joués | Gagnés | Perdus | SP | SC |
| Italie       | 23  | 12    | 11     | 1      | 33 | 19 |
| Brésil       | 19  | 12    | 7      | 5      | 26 | 19 |
| Corée du Sud | 17  | 12    | 5      | 7      | 19 | 25 |
| France       | 13  | 12    | 1      | 11     | 9  | 34 |

## Final Six (GênesItalie)
Chaque équipe qualifiée pour ce tour principal garde les points obtenus face à l'autre qualifié de son groupe du Tour intercontinental. Chaque équipe dispute dans cette phase deux autres matchs face à chacune des deux équipes (soit 4 matchs en tout) ayant terminé à une place différente lors du Tour intercontinental. Par exemple, l' Italie conserve les résultats de ses quatre matchs disputés face au  Brésil. D'autre part, elle affronte deux fois les  Pays-Bas et deux fois  Cuba qui ont terminé deuxième de poule au Tour Intercontinental contrairement à l'Italie.
| # | Équipe     | Pts | J | G | P | Sp | Sc | Ratio | Pp  | Pc  | Ratio |
| - | ---------- | --- | - | - | - | -- | -- | ----- | --- | --- | ----- |
| 1 | Italie     | 15  | 8 | 7 | 1 | 23 | 10 | 2.3   | 457 | 354 | 1.291 |
| 2 | Cuba       | 13  | 8 | 5 | 3 | 20 | 14 | 1.429 | 438 | 403 | 1.087 |
| 3 | Pays-Bas   | 12  | 8 | 4 | 4 | 18 | 16 | 1.125 | 445 | 432 | 1.03  |
| 4 | États-Unis | 12  | 8 | 4 | 4 | 12 | 14 | 0.857 | 365 | 360 | 1.014 |
| 5 | Italie     | 11  | 8 | 3 | 5 | 12 | 19 | 0.632 | 353 | 402 | 0.878 |
| 6 | CEI        | 9   | 8 | 1 | 7 | 8  | 22 | 0.364 | 319 | 426 | 0.749 |

## Final Four (GênesItalie)

### Demi-finales
- Cuba 3-1  Pays-Bas (15-9 15-12 11-15 15-2)
- Italie 3-0  États-Unis (15-10 15-11 15-9)

### Finales
- Finale 3-4 :  États-Unis 3-1  Pays-Bas (9-15 15-10 15-6 15-4)
- Finale 1-2 :  Italie 3-1  Cuba (14-16 15-3 15-11 15-11)

## Classement final
| Place              | Équipe       |
| ------------------ | ------------ |
| Médaille d'or      | Italie       |
| Médaille d'argent  | Cuba         |
| Médaille de bronze | États-Unis   |
| 4                  | Pays-Bas     |
| 5                  | Brésil       |
| 6                  | Russie       |
| 7                  | Canada       |
| 8                  | Corée du Sud |
| 9                  | Chine        |
| 10                 | Japon        |
| 11                 | France       |
| 12                 | Allemagne    |

## Distinctions individuelles
- MVP : Lorenzo Bernardi  Italie
- Meilleur attaquant : Marcelo Negrão  Brésil
- Meilleur passeur : Raul Dijago  Cuba
- Meilleur central : Rouslan Olikhver  Russie
- Meilleur serveur : Andrea Zorzi  Italie
- Meilleur réceptionneur : Xiang Chang  Chine
- Meilleur esprit : Jan Posthuma  Pays-Bas